# Département Savoie
Das Département de la Savoie [saˈvwa] (deutsch Savoyen) ist das französische Département mit der Ordnungsnummer 73. Es liegt im Osten des Landes in der Region Auvergne-Rhône-Alpes an der Grenze zu Italien und ist nach der Landschaft Savoyen benannt.

## Geographie
Das Département grenzt im Norden an das Département Haute-Savoie, im Osten und Süden an die italienische Metropolitanstadt Turin und das Département Hautes-Alpes, im Westen an die Départements Isère und Ain. 88 % der Fläche gehören schon zu den Alpen. Das Département Savoie ist damit das Département mit dem größten Anteil an Bergland in Frankreich. Den höchsten Punkt bildet mit 3855 m der Grande Casse, der niedrigste Punkt ist mit 210 m der Lac du Bourget und die mittlere Höhe über dem Meeresspiegel beträgt 1500 m. Insgesamt gibt es 89 künstlich angelegte Seen mit einem mittleren Speichervolumen von 890 Millionen m³ und 2200 Kilometer Wasserläufe, von denen die Isère, die hier viele kleine Nebenflüsse aufnimmt, der wichtigste ist.

## Geschichte
Das Gebiet kam erst 1860 durch Gebietsabtretungen des Königreichs Sardinien-Piemont dauerhaft zu Frankreich, das Département wurde am 15. Juni 1860 gebildet.
Von 1960 bis 2015 war es ein Teil der Region Rhône-Alpes, die 2016 in der Region Auvergne-Rhône-Alpes aufging.

## Wappen
Beschreibung: In Rot ein silbernes durchgehendes gemeines Kreuz.

## Verwaltungsgliederung
| Arrondissement          | Kantone | Gemeinden | Einwohner 1. Januar 2022 | Fläche km² | Dichte Einw./km² | Code INSEE |
| ----------------------- | ------- | --------- | ------------------------ | ---------- | ---------------- | ---------- |
| Albertville             | 5       | 69        | 112.282                  | 2.466,14   | 46               | 731        |
| Chambéry                | 12      | 151       | 290.377                  | 1.586,09   | 183              | 732        |
| Saint-Jean-de-Maurienne | 3       | 53        | 42.629                   | 1.976,02   | 22               | 733        |
| Département Savoie      | 19      | 273       | 445.288                  | 6.028,25   | 74               | 73         |

Siehe auch:

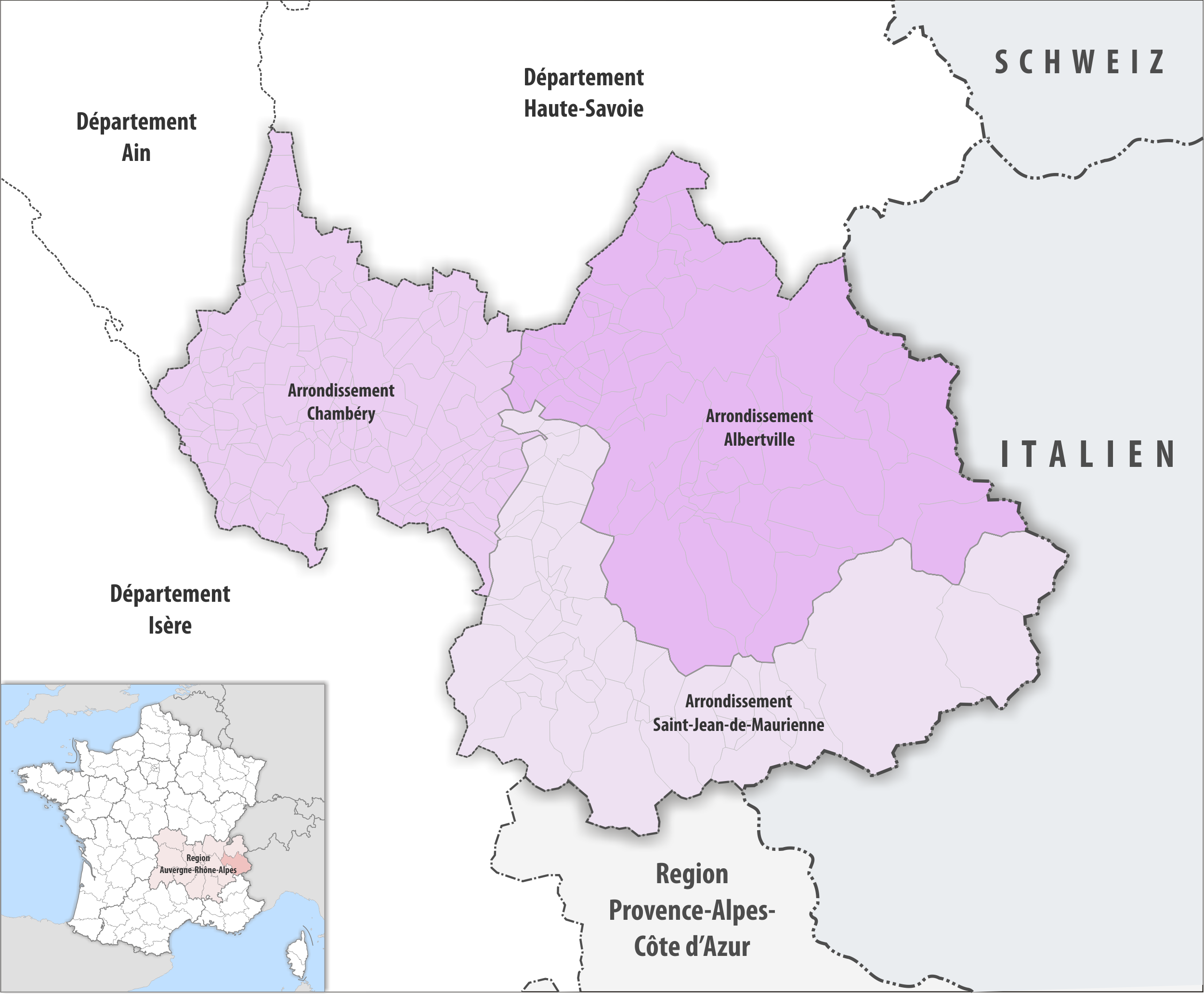
Arrondissemente im Département Savoie

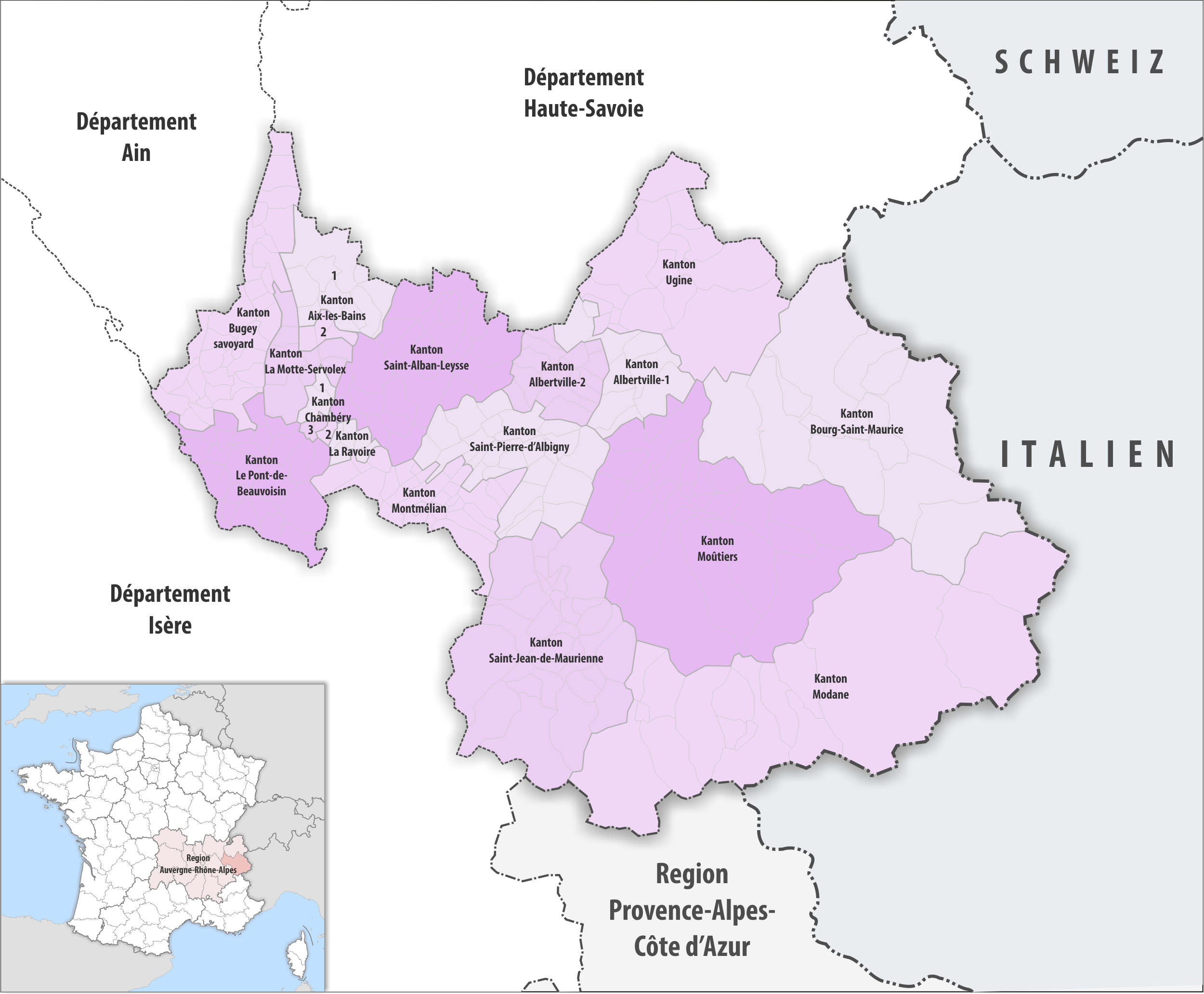
Kantone im Département Savoie (Stand: 2017)

- Liste der Gemeinden im Département Savoie
- Liste der Kantone im Département Savoie
- Liste der Gemeindeverbände im Département Savoie

## Wirtschaft
Nur ein Drittel des Bodens des Départements ist zum Ackerbau geeignet. Von der Gesamtfläche kommen 90.028 Hektar auf Acker- und Gartenland, 65.033 auf künstliche Wiesen, 55.482 auf natürliche Wiesen, 122.615 auf Waldungen, 9.912 Hektar auf Weinland (→Savoie (Weinbaugebiet)).
Die wichtigsten Bodenprodukte sind außer Getreide (ca. 1 Mio. hl): Kartoffeln, Tabak, Hanf, Kastanien und Wein (ca. 140.000 hl). Bei dem ausgedehnten Weideland ist die Viehzucht, namentlich von Rindern und Schafen (1882 von ersteren 140.375, von letzteren 89.533 Stück), sehr lohnend, auch die Seidenweberei ist nennenswert. Vom Mineralreich ist das treffliche, allenthalben vorhandene Baumaterial, ferner Steinkohle und Eisenerz zu erwähnen. Hervorragende Mineralquellen finden sich in Aix-les-Bains.
Die Industrie erstreckt sich vornehmlich auf Seidenweberei, dann Papierfabrikation und ist im Übrigen unbedeutend.

## Verkehr
Die Mont-Cenis-Bahn mit den Zweigbahnen nach Albertville, Grenoble und Annecy durchschneidet das Département.

## Sport
Die Orientierungslauf-Weltmeisterschaften wurden im August 2011 in Savoie ausgetragen.